# João Real
João Daniel Mendes Real (Covilhã, 13 maggio 1983) è un ex calciatore portoghese, di ruolo difensore.

## Carriera
Dal 2011 al 2019 ha militato nell'Académica.

## Palmarès

### Club

#### Competizioni nazionali
- Segunda Divisão: 1

Covilhã: 2004-2005
- Coppa del Portogallo: 1

Académica: 2011-2012